# Joe Hill
Joe Hill, vlastním jménem Joel Emmanuel Hägglund (7. října 1879 Gävle – 19. listopadu 1915 Salt Lake City) byl americký odborový aktivista a písničkář švédského původu, popravený za loupežnou vraždu, která mu nebyla spolehlivě dokázána.

## Život
Narodil se v Gävle v početné rodině železničáře, po otcově předčasné smrti musel od dětství pracovat, aby uživil rodinu, léčil se z tuberkulózy. V roce 1902 emigroval do USA a živil se různými příležitostnými pracemi, změnil si jméno na Joseph Hillstrom, což později zkrátil na Joe Hill. V roce 1910, kdy pracoval jako přístavní dělník v Los Angeles, vstoupil do radikálně levicové organizace Industrial Workers of the World. Vystupoval na jejích akcích s vlastními satirickými písněmi, jako „There Is Power in a Union“, „The Preacher and the Slave“ nebo „The Rebel Girl“, zapojil se rovněž aktivně do mexické revoluce. V roce 1913 si našel práci jako horník v Utahu.

## Proces
Dne 10. ledna 1914 dva maskovaní muži přepadli hokynářství bývalého policisty Johna G. Morrisona v Salt Lake City a po krátké přestřelce zabili majitele a jeho syna. Pár hodin na to vyhledal místního lékaře Franka McHugha Joe Hill a žádal ošetření střelné rány v prsou. Lékař záležitost oznámil a Hill byl zatčen jako podezřelý. Uvedl, že byl postřelen v hádce kvůli ženě, odmítl však udat jména, aby chránil pachatele i čest oné dámy (podle historika Williama M. Adlera jí byla dcera jeho domácího Hilda Ericsonová). Byl postaven před soud a ačkoli chyběl motiv i přímé důkazy (Morrisonova vražda byla pravděpodobně pomstou místního podsvětí), byl 28. června 1914 odsouzen k trestu smrti. Přispělo k tomu Hillovo chování u soudu, kdy dával najevo svoji politickou orientaci a pohrdání konzervativními venkovany, což mu nezískalo sympatie soudců ani poroty.

## Smrt a odkaz
Po vynesení rozsudku následovala vlna protestů především ze Skandinávie a z řad odborářů, revizi procesu žádal i americký prezident Woodrow Wilson, rozhodnutí však zůstalo v platnosti a 19. listopadu 1915 byl Joe Hill ve věznici v Salt Lake City popraven zastřelením. Na základě jeho závěti bylo tělo převezeno do Chicaga, kde se 25. listopadu konal velký pohřeb, Hillův popel byl vložen do obálek a rozeslán sympatizantům po celém světě. Pro levicové hnutí se stal Joe Hill mučedníkem, jeho památku uctil Alfred Hayes básní „I Dreamed I Saw Joe Hill Last Night“, kterou zhudebnil Earl Robinson, píseň zpívali Pete Seeger, Joan Baezová nebo Bruce Springsteen. V šedesátých letech napsal vlastní skladbu o Joe Hillovi také Phil Ochs, ve svých textech ho zmiňují také Chumbawamba nebo Dropkick Murphys. Švédský režisér Bo Widerberg o něm v roce 1971 natočil životopisný film, švédská pošta vydala pamětní známku s jeho portrétem. Stephen King pojmenoval svého syna na jeho počest Joseph Hillstrom King.